# Паралимни
 Тази статия е за града в Кипър.  За селото в Гърция с гръцко име Паралимни вижте Киркалово.  
Паралимни (на гръцки: Παραλίμνι) е град, разположен в окръг Фамагуста в югоизточната част на Кипър. Населението на града през 2001 година е 11 091 души, през 2011 година е 15 000 души.
, малко по-навътре, в квартал Фамагуста. След турската инвазия и окупацията на част от острова през 1974 г. той се увеличи по размер и значение поради миграцията на много бежанци, бягащи от Севера. Много от хората, които работят в туристическата индустрия на Протарас и Агия Напа, живеят в Паралимни, който сега е временен административен център на област Фамагуста и най-голямата община на кипърски гърци в района, контролиран от областта. Той се превърна в нещо, което изглежда като малка столица на необитаемия район на Фамагуста. Много работници в туристическите сектори на Протарас и Агия Напа живеят в Паралимни, който сега е временен административен център на област Фамагуста и най-голямата община в областта под контрола на Република Кипър призната международно.

## Природни условия
Град Паралимни се намира в най-югоизточната част на остров Кипър. Градът е на 110 километра източно от столицата Никозия. Градът традиционно е бил предградие на Фамагуста (до окупацията на града), само на 10 км на север.

## История
Думата Паралимни означава "край езерото". Исторически Паралимни е построен на брега на плитко езеро, което се пълни с вода само през зимата.
В началото на 20-ти век, в резултат на извършената работа, цялото корито на езерото е възстановено за земеделски цели. Паралимни невинаги е бил това, което е сега. Първоначално е построен на хълм, който се намира между Деринея и сегашното му местоположение.
През 15-ти век обаче е преместен във вътрешността на страната, за да не бъде открит от пирати. Говори се, че първите, които се заселили в Паралимни, пристигнали веднага след превземането на града, близо до Фамагуста, от османските турци през 1571 г. Първото селище се казвало Свети Димитър и това място все още носи неговото име днес.
През 1986 г. след референдум Паралимни е обявен за община с това име. През май 1986 г. се провеждат първите избори за кмет и общински съвет. Никос Влитис е избран за първи кмет, който служи от 1986 г. до 2006 г. През декември 2006 г. той губи кметството от Андреас Евагелу, който служи до 2011 г.
Архитектурно Паралимни е неописуем, малко или нищо не е останало от оригиналното село. Извън центъра на града къщите не са особено привлекателни и приличат на малки правоъгълни блокове. Това повече от компенсира много привлекателните си градини, особено когато дърветата са цъфнали или плододават. Въпреки това изглежда, че новите и нововъзникващите поколения, които получават по-високи заплати от своите родители и баби и дядовци, харчат големи суми пари за изграждането на старинни модерни домове.
Точно в сърцето на Паралимни се намира търговски център с много магазини и модерни кафенета и барове. Поради факта, че Паралимни бързо се разраства, най-големите търговци на храни на острова са построили или наели клонове там като Carrefour, Orfanides. Има и много местни супермаркети, като Kokkinos.
Пейзажът около Паралимни има плодородни червени почви, където се отглеждат прочутите кипърски картофи. Престижни са живописните вятърни мелници, използвани за извличане на вода от подземни водоносни хоризонти за напояване на околните земи. За съжаление много от тях сега са в руини, заменени от електрически или дизелови помпи. Преди възхода на туризма, богатите земеделски земи около Паралимни са били източник на неговото богатство и все още са от голямо значение.

## Спорт
Enosis Neón Paralimni FC, който играе в кипърската първа дивизия, е футболният отбор на града. Михалис Константину, известният бивш футболист на ФК Ираклис, Панатинайкос и Олимпиакос, е роден в Паралимни. Той също започва кариерата си в отбора на града. В Паралимни има и част от конференцията, наречена Anorthosis Paralimniou.

## Протарас
Протарас (на гръцки: Παραλίμνι) е предимно туристически. Той е под административната юрисдикция на община Паралимни. В древни времена там, където сега изглежда се намира Протарас, е бил древният град-държава Левкола. Градът има безопасно пристанище, където атинянинът Деметрий Полиоркет през 306 пр.н.е. той потърси убежище в търсене на Птолемей, един от наследниците на Александър Велики. В битката Птолемей беше победен и избяга в Египет, оставяйки Кипър за известно време в ръцете на Деметрий.
Протарас има красиви пясъчни плажове с чисти небесносини води, а най-известният плаж в района е Fig Tree Bay. Протарас е известен още като "страната на вятърните мелници", запазвайки носталгичното качество на миналото.
На обратната страна на успеха на Агия Напа (която е само на няколко километра), тя се превърна в курорт със значителни размери, с десетки хотели с голям капацитет, хотели и апартаменти, вили, ресторанти, пъбове и всякакви съоръжения един модерен курорт трябва да има. Тъй като е по-тих от Агия Напа и има по-малко клубна сцена, той има репутация, че обслужва предимно семейния и кипърския туризъм.
Нос Греко е на 10 минути от центъра на Протарас и се смята за едно от най-красивите места на острова.
Нос Греко живее със славата на Агия Напа, морско чудовище, което се предполага, че прилича на кръстоска между делфин и дракон.

## Екология
Сезонното езеро Паралимни е дом на кипърската змия (Natrix natrix cypriaca), смятана за изчезнала от 60-те години на миналия век, докато „Змията Джордж“ (H. Wiedl) не откри отново вида през 90-те години.
В резултат на това езерото е обявено за обект от обществен интерес. Въпреки това правителството на Кипър издаде разрешение за повече от 300 къщи, които да бъдат построени на мястото, в резултат на което Европейската комисия насърчава съдебни действия срещу Кипър.
Други опасности, пред които е изправена змията, са мотокросът и човекът, който ги убива поради невежество и суеверие.

## Личности
- Михалис Константину, футболист, роден в Паралимни
- Соломос Солому, израснал в Паралимни, убит през 1996 г. от турски офицер в буферната зона на ООН
- Кириаку Пелагия, известна певица на кипърска традиционна музика, родена в Паралимни
- Елени Артимата, спортистка
- Eleftheria Eleftheriou, певица
- Йоргос Тофас, футболист

В града има българска общност и работи българско училище „Народни будители“.

## Галерия
- Плаж Протарас през лятото
- дървена пешеходна улица до плажа
- Разходката по плажа
- Кафене с изглед към плажа
- Магазин за мотоциклети под наем.
- смокинен залив
- Типичен път в Протарас
- Плажът Mermaid Bay
- Плажът Mermaid Bay
- механа в залива Сирена
- Църквата на Санта Барбара
- Църквата Свети Илия
- Църквата Свети Димитър
- Старата църква Свети Георги
- Една улица протарас през нощта
- Градини в Протарас
- гледка от морето
- Общински район и пътна мрежа на Паралимни
- църква Света Триада
- Нос Greco на територията на община Паралимни
- Катедралата Свети Георги в Паралимни
- Стара и нова катедрала на Паралимни